# Bohumila
Bohumila je ženské křestní jméno. Podle českého kalendáře má svátek 28. prosince.
Ženský protějšek mužského jména Bohumil. Dalo by se říci, že toto slovanské jméno odpovídá významem řeckému Theofilovi, přičemž základem jména jsou slova theós – „bůh“ a filos – „milý“. Stejný význam má také Amadeus, který rovněž „Boha miluje“.

## Statistické údaje
Následující tabulka uvádí četnost jména v ČR a pořadí mezi ženskými jmény ve srovnání dvou roků, pro které jsou dostupné údaje MV ČR – lze z ní tedy vysledovat trend v užívání tohoto jména:
| Rok       | Četnost    | Pořadí   |
| 1999      | 13320      | 80.      |
| 2002      | 12818      | 81.      |
| Porovnání | o 502 méně | o 1 hůře |
| 2006      | 11614      | 84.      |

Změna procentního zastoupení tohoto jména mezi žijícími ženami v ČR (tj. procentní změna se započítáním celkového úbytku žen v ČR za sledované tři roky 1999-2002) je -3,0%, což svědčí o poměrně značném poklesu obliby tohoto jména.

## Zdrobněliny
Bohuna, Bohunka, Bobby, Bohumilka, Mila/Míla, Bobča, Bobina, Bohuška, Boča, Bočka, Bohča, Bohuš

## Známé nositelky jména
- Bohumila Adamová – česká spisovatelka a básnířka
- Bohumila Bloudilová – česká portrétní fotografka
- Míla Doleželová – akademická malířka
- Bohumila Grögerová – česká básnířka a spisovatelka
- Bohumila Hlaváčová – česká a československá politička
- Bohumila Kapplová – československá vodní slalomářka a kajakářka
- Bohumila Klimšová – česká spisovatelka a překladatelka
- Bohumila Kubišová – česká a československá politička
- Míla Myslíková – česká filmová a divadelní herečka
- Bohumila Řimnáčová – československá sportovní gymnastka
- Bohumila Sílová – česká spisovatelka
- Bohumila Zelenková – česká scenáristka a televizní dramaturgyně